# Ferris (Texas)
Ferris è una località degli Stati Uniti d'America, situata nelle contee di Dallas e Ellis, nello Stato del Texas.